# ウノチヒコ
ウノチヒコ（宇乃治比古、宇能治比古、宇能遅比古）は、日本神話に登場する神。ウノジヒコ（歴史的仮名遣：ウノヂヒコ）ともする。

## 概要
『出雲国風土記』楯縫郡の沼田郷条、大原郡の海潮郷条に登場する。親神としてスガネが伝わる。

## 記述

### 出雲国風土記

#### 楯縫郡
沼田郷。郡家の正西八里六十歩にある。宇乃治比古命が、「湿地の水を使って乾飯を柔らかくして（＝にたに）召しあがろう」と発言なさって、その地に尓多（にた）の名をお与えになった。こういうわけなので本来は尓多の郷となるべきだが、現在の人は努多（ぬた）と言っているだけである。神亀三年に字を沼田とした。

#### 大原郡
海潮郷。郡家の正東十六里三十三歩にある。古老の伝えるところによると、宇能治比古命が御祖である須義祢命を恨んで、北方の出雲の海水を押し上げてきて、御祖の神を漂わせたところ、海水がここまで来た。ゆえに得塩（うしお）となった。神亀三年に字を海潮とした。

## 考証
神名のウは「海」、チは「神霊」の意で海や水の神であり、「海（う）の霊（ち）」と解釈されている。海水が押し上げられたとする記述は伝説の域を出ないと見る説がある一方、出雲大社近くの日本海の水が高潮などによって海潮川（現：刈畑川）を逆流してくる現象への畏怖を反映させているとする説や、海潮郷にある赤川の氾濫による被害が伝承となった、あるいは同郡記事に載る船岡山の記述から、かつて発生した津波によって押されてきた赤川の水や打ち上げられた船の様子をもとにして教訓のように伝えられていたと考える説もある。

## 祀る神社
- 宇能遲神社（島根県雲南市加茂町宇治） - 主祭神  - 式内社の宇能遲神社に比定される。大正時代まで斐伊川の下流を行き来した高瀬舟の寄港地に位置しており、舟運を守護する神として斐伊川下流にある出雲郡の海の神が祀られたのではないかとの推測がある[5]。『出雲国風土記』大原郡の神祇官社である宇乃遅社に比定される[1]。
- 海潮神社（島根県雲南市大東町南村） - 主祭神  - 式内社の海潮神社に比定される。中世以降、鎮座地の字名を冠して「大森明神」もしくは「大森大明神」と呼ばれていたが、明治5年に『延喜式』に載る社名へ改称した[7]。『出雲国風土記』大原郡の神祇官社である得塩社に比定される[1]。